# Station Salbris
Station Salbris is een spoorwegstation in de Franse gemeente Salbris.